# Unione Sportiva Biscegliese 1930-1931
Questa pagina raccoglie i dati riguardanti l'Unione Sportiva Biscegliese nelle competizioni ufficiali della stagione 1930-1931.

## Rosa
| N. |                   | Ruolo | Calciatore        |
| -- | ----------------- | ----- | ----------------- |
|    | Italia (bandiera) | P     | Giuseppe Abascià  |
|    | Italia (bandiera) | C     | Berarducci        |
|    | Italia (bandiera) | D     | Pietro Camero     |
|    | Italia (bandiera) | A     | Angelo Dell'Olio  |
|    | Italia (bandiera) | A     | Arcangelo Di Reda |
|    | Italia (bandiera) | D     | Bruno Katzianka   |

| N. |                   | Ruolo | Calciatore           |
| -- | ----------------- | ----- | -------------------- |
|    | Italia (bandiera) | D     | Gangai               |
|    | Italia (bandiera) | A     | Giovanni Gomisei     |
|    | Italia (bandiera) | D     | Angelo Gustincich    |
|    | Italia (bandiera) | C     | Giacomo Squiccimarro |
|    | Italia (bandiera) | C     | Giuseppe Testa       |